# The Isley Brothers
The Isley Brothers – amerykańska grupa wokalno-instrumentalna. W czasie swej rozciągniętej na ponad pięć dekady aktywności twórczej, grupa tworzyła muzykę w gatunkach gospel, rytm and blues, rock and roll, soul, rock, disco, funky, tradycyjny pop. Grupa rozpoczęła swą karierę w 1954 roku jako wokalny kwartet, śpiewający gospel i składający się z muzykalnych braci – Ronalda, O'Kelly'ego, Rudolfa i Vernona. Gdy ten ostatni zginął w wypadku motocyklowym w 1955 r., grupa występowała jako trio. Punktem przełomowym dla zespołu było nagranie przeboju Shout. Wprowadził on grupę na szczyty popularności. Lata 1959–1962 były dla grupy szczególnie owocne. Nagrywała wtedy wiele przebojów, które na stałe weszły do kanonu rock and rolla. Do największych zalicza się cover – Twist and Shout. Począwszy od połowy lat sześćdziesiątych, gdy dołączył do niej (jako sideman) Jimi Hendrix, zaczęła zmierzać w kierunku psychodelicznego soulu. Pod koniec dekady Hendriksa zastąpił najmłodszy z braci Ernie, kontynuujący agresywny, psychodeliczny styl gitarowy. Lata siedemdziesiąte stały się kolejnym wielkim okresem grupy. Zespół stał się jednym z tych, które zdefiniowały muzykę disco i funky, nie tylko w sferze muzycznej, lecz także scenicznej, tanecznej i ogólnej oprawy oraz kolorystyki. W latach osiemdziesiątych i dziewięćdziesiątych grupa kontynuowała nagrywanie i występowała (ostatecznie jako duet), wykonując bardzo eklektyczny repertuar.
W 1992 grupa została wprowadzona do Rock and Roll Hall of Fame.

## Skład zespołu
- Ernie Isley – gitara, śpiew, perkusja
- Chris Jasper – śpiew, instrumenty klawiszowe
- Marvin Isley – gitara basowa
- O'Kelly Isley – śpiew
- Ronald Isley – śpiew
- Rudolph Isley – śpiew
- Vernon Isley – śpiew

## Dyskografia
1959 Shout!
1964 Take Some Time out for the Isley Brothers
1964 Twisting & Shouting
1966 This Old Heart of Mine
1967 Soul on the Rocks
1967 Tamla Motown Presents
1969 It's Our Thing
1969 Live at Yankee Stadium
1969 The Brothers – Isley
1970 Get Into Something
1971 Givin' It Back
1971 In The Beginning
1972 Brother, Brother, Brother
1973 3 + 3
1973 The Isleys Live
1974 Live It Up
1975 The Heat Is On
1976 Harvest for the World
1977 Go for Your Guns
1978 Showdown
1979 Timeless
1979 Winner Takes All
1980 Go All the Way
1981 Inside You
1981 Grand Slam
1982 The Real Deal
1983 Between the Sheets
1985 Masterpiece
1987 Smooth Sailin'
1989 Spend the Night
1991 Tracks of Life
1994 Live
1996 The Isley Brothers Live
1996 Mission to Please [7191]
2001 Eternal
2003 Body Kiss
2003 Groove With You
2007 I'll Be Home For Christmas